# Leo van Vliet
Leonardus Quirinus Machutus ("Leo") van Vliet (Honselersdijk, Westland, 15 de novembre de 1955) és un ciclista neerlandès, ja retirat, que fou professional entre 1978 i 1986.
El 1976, com a ciclista amateur, va prendre part as Jocs Olímpics de Mont-real, on finalitzà en 40a posició de la cursa en línia. Com a professional els seus majors èxits foren la Gant-Wevelgem de 1983 i una etapa al Tour de França de 1979.
Una vegada retirat va treballar en l'organització de curses ciclistes. Des del 1995 és el director de cursa de l'Amstel Gold Race. El 2002 va crear l'Amstel Curaçao Race, un critèrium disputat durant la tardor a Curaçao. El 2009, i fins al 2012, va succeir a Egon van Kessel com a entrenador de la selecció neerlandesa de ciclisme en carretera.

## Palmarès
- 1976
  - 1r a l'Olympia's Tour
- 1977
  - 1r a l'Omloop der Kempen
  - 1r a la Volta a Limburg
- 1978
  - 1r a Santpoort
  - Vencedor d'una etapa de la Volta als Països Baixos
  - Vencedor d'una etapa de l'Etoile de Bessèges
- 1979
  - 1r al Gran Premi de Valònia
  - Vencedor d'una etapa al Tour de França
  - Vencedor d'una etapa al Critèrium del Dauphiné Libéré
  - Vencedor d'una etapa a la Volta a Luxemburg
  - Vencedor d'una etapa a la París-Niça
- 1980
  - 1r al Gran Premi Stad Vilvoorde
  - 1r al Gran Premi d'Obertura La Marseillaise
  - Vencedor d'una etapa a la Volta a Luxemburg
  - Vencedor d'una etapa de la Volta als Països Baixos
- 1982
  - Vencedor d'una etapa de l'Etoile de Bessèges
  - Vencedor d'una etapa del Tour del Mediterrani
- 1983
  - Campió dels Països Baixos de puntuació en pista
  - 1r a la Gant-Wevelgem
  - 1r als Quatre dies de Dunkerque
  - Vencedor de 2 etapes del Tour del Mediterrani
- 1984
  - Vencedor d'una etapa al Tour de l'Aude
  - Vencedor d'una etapa a la Settimana Siciliana
  - Vencedor d'una etapa del Tour Midi-Pyrénées
- 1985
  - Vencedor d'una etapa a la Midi Libre
  - Vencedor d'una etapa a la Volta a Irlanda

### Resultats al Tour de França
- 1979. Abandona (11a etapa). Vencedor d'una etapa
- 1980. 51è de la classificació general
- 1982. 52è de la classificació general
- 1983. Abandona (10a etapa)
- 1984. 75è de la classificació general
- 1985. 79è de la classificació general